# Eddy Lamoureux
Pour les articles homonymes, voir Lamoureux.
Eddy Lamoureux,  né le 25 avril 1978, est un coureur cycliste français.

## Palmarès
- 1996
  -  Champion de France du contre-la-montre juniors

- 1997
  - 2e de Dijon-Auxonne-Dijon
  - 2e de Créteil-Mary-sur-Marne

- 1999
  - 2e de la Nocturne de Bar-sur-Aube

- 2000
  - 3e du championnat de France du contre-la-montre espoirs

- 2001
  - 3e du Grand Prix de Cours-la-Ville

- 2002
  - Prix de Coucy-le-Château

- 2003
  - Grand Prix de Gernelle

- 2004
  - 2e du Tour de Côte-d'Or

- 2006
  - Prix de Mondigny

- 2007
  - Prix de Villeneuve-sur-Bellot
  - 2e du championnat de Champagne-Ardenne sur route

- 2008
  - 4e étape du Tour de la Pharmacie Centrale
  - 3e du Tour de la Pharmacie Centrale

- 2010
  - 3e du championnat de Champagne-Ardenne sur route

- 2014
  - Gentleman Maggioni-Derepas (avec Eugène Richardot)[1]

- 2017
  -  Champion de France UFOLEP en VTT tandem (avec Rudy Barraut)[2]

## Classements mondiaux
| Année           | 2008 |
| --------------- | ---- |
| UCI Africa Tour | 65e  |